# Kanton Hemmendorf
Der Kanton Hemmendorf war eine Verwaltungseinheit im Königreich Westphalen, die von 1810 bis 1813 bestand und durch das Königliche Decret vom 19. Juli 1810 gebildet wurde. Er gehörte zum Distrikt Rinteln im Departement der Leine.

## Gemeinden
- Hemmendorf und Weiler Quanthof
- Ahrenfeld
- Banteln
- Benstorf
- Damm, Vorort von Elze
- Deilmissen
- Deinsen
- Duingen
- Dunsen
- Eime
- Föltziehausen
- Heinsen
- Hoyershausen und Rott
- Capellenhagen
- Lauenstein
- Levedagsen und Domäne Eggersen
- Lübbrechtshausen
- Lütgenholtensen
- Marienhagen
- Ockensen
- Oldendorf
- Sehlde
- Thüste
- Wallensen
- Weentzen
- Hof Spiegelberg bei Hameln